# Ban Houayxay
Ban Houayxay (Lao: ຫ້ວຍ ຊາຍ) (auch bekannt als Huay Xay, Huay Xai oder Houei Sai) ist die Hauptstadt der laotischen Provinz  Bokeo, an der Grenze zu Thailand.

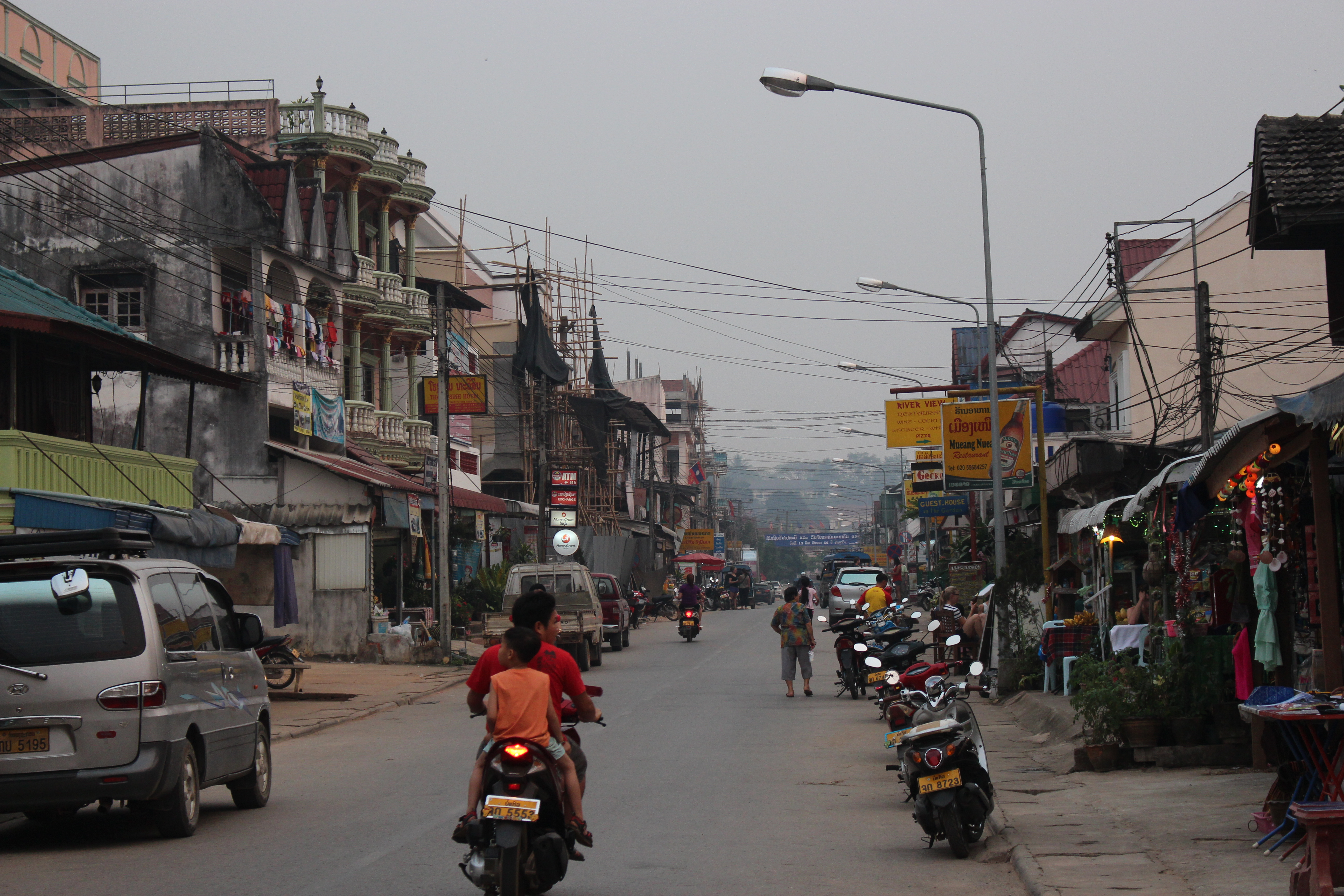
Straßenleben von Ban Houayxay

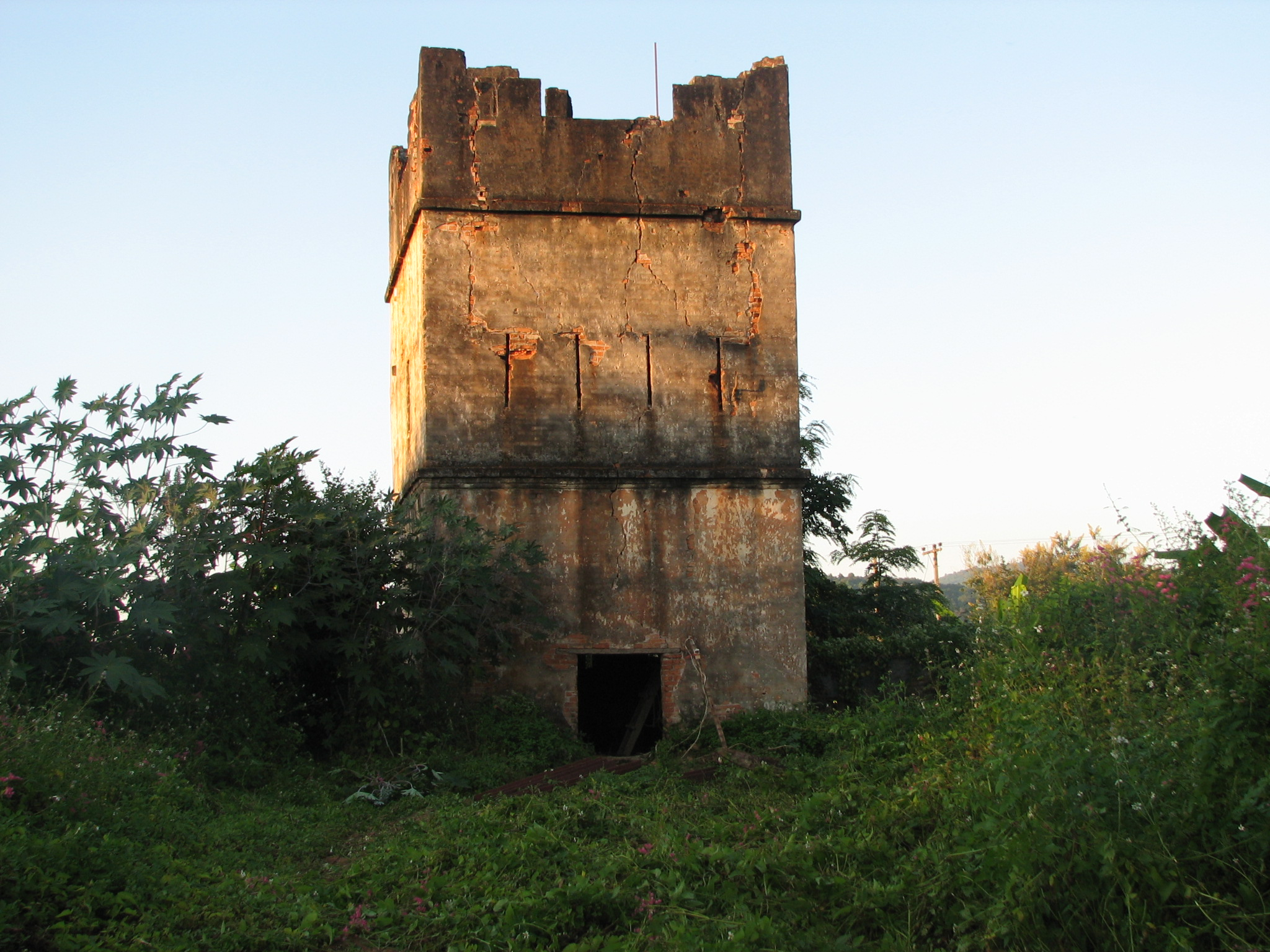
Festungs-Ruine Fort Carnot

Die Stadt liegt am Fluss Mekong, gegenüber von Chiang Khong in der Provinz Chiang Rai (Thailand) und ist nach dem Übergang der Sonderwirtschaftszone Goldenes Dreieck der zweitnördlichste Grenzübergang zwischen beiden Ländern. Im Dezember 2013 wurde die Vierte Thailändisch-Laotische Freundschaftsbrücke fertiggestellt, die den Mekong nach Thailand überquert, zuvor gab es hier nur eine Fährverbindung. Houayxay hat als Grenzstadt eine lange Geschichte des Rauschgiftschmuggels und war zudem ein Aufenthaltsort US-amerikanischer Truppen während des laotischen Bürgerkriegs zu Beginn der 1960er Jahre. Houayxay ist auch der Endpunkt der Nationalstraße 3, verbindet die Volksrepublik China über die Grenze bei Boten in Yunnan und Luang Namtha mit Thailand.
Houay Xay hat einen nationalen Flughafen mit regelmäßigen Flügen nach Vientiane und Luang Prabang. Das wohl beliebteste Fortbewegungsmittel sind Boote, mit denen man über den Mekong nach Pakbeng in der Provinz Oudomxay, Luang Prabang und anderen Reisezielen fahren kann.
Auf einem Hügel liegt die französische Festungs-Ruine Fort Carnot. Von hier aus hat man einen Blick auf die Stadt und den Fluss Mekong.